# 飓风伊万
飓风伊万是一场规模庞大且持续时间很长的佛得角型飓風，于2004年9月对加勒比海和美国大范围地区造成严重破坏，也是2004年大西洋飓风季形成的第9个获得命名的风暴、第6场飓风和第4场大型飓风。伊万出生于9月初，达到了萨菲尔-辛普森飓风风力等级 (SSHS) 的五级强度。伊万为强三级风暴在格林纳达造成灾难性破坏，在牙买加为四级风暴造成严重破坏，然后在大开曼岛、开曼群岛和古巴西端为五级飓风造成严重破坏。飓风强度达到顶峰后，向西北偏北方向移动穿过墨西哥湾，以3级风暴袭击彭萨科拉/米尔顿、佛罗里达州和阿拉巴马州，造成重大损害。伊万在向东北和向东穿过美国东部的过程中给美国东南部带来了大雨，9月18日成为温带气旋。风暴的残余低气压进入西亚热带大西洋并于9月22日再生为热带气旋，然后穿过佛罗里达州和墨西哥湾，然后进入路易斯安那州和德克萨斯州，造成最小的破坏。伊万在9月24日减弱为残留低气压，然后在第二天消散。伊万在沿途造成的损失估计为261亿美元（相当于2020年的360亿美元），其中205亿美元发生在美国。

## 气象历史
2004年9月2日，第九号热带低气压由佛得角西南部的一个大型东风波形成。随着系统向西移动，逐渐增强，于9月3日成为热带风暴伊万，并于9月5日在多巴哥以东1,150英里（1,850公里）处达到飓风强度。当天晚些时候，风暴迅速增强，到下午5点。 EDT(UTC–4)，伊万成为四级飓风，风速为每小时130英里（210公里/小时）。国家飓风中心表示，9月5日伊万的快速加强在大西洋盆地的低纬度地区是前所未有的。

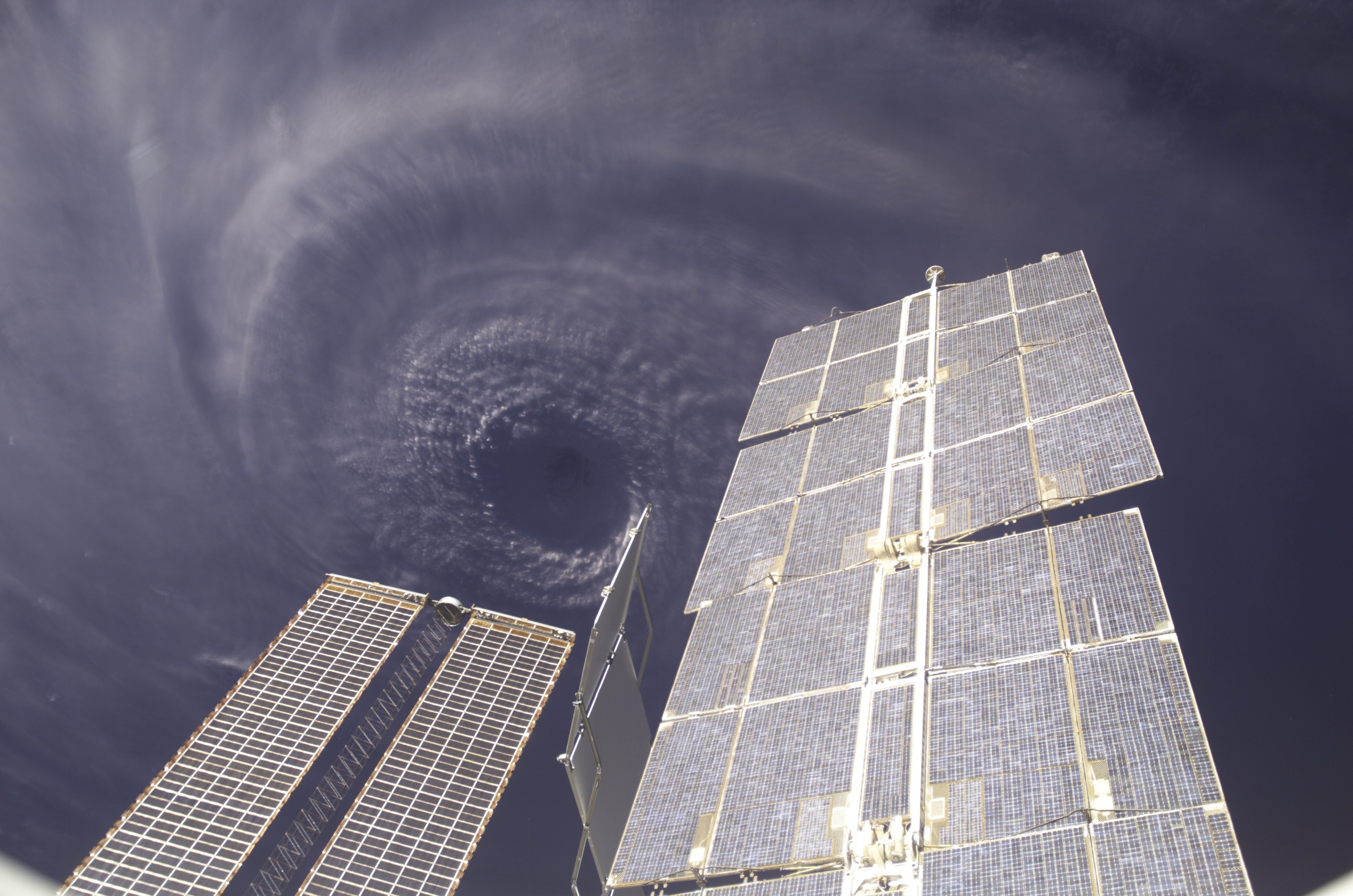
2004年9月11日，国际空间站拍下飓风伊万的风眼照片。

当它向西移动时，伊万因该地区的风切变而略微减弱。风暴于 9月7日掠过格林纳达，袭击了几个向风群岛。9月9日，伊万迅速增强，成为五级飓风，位于荷属安的列斯群岛（库拉索岛和博内尔岛）和阿鲁巴岛以北，风速达到160英里/小时（260公里/小时）。伊万在向西北偏西方向移动到牙买加时略微减弱。当伊万在9月10日晚些时候接近该岛时，它开始向西慢跑，将视线和最强的风吹向南和西。然而，由于靠近牙买加海岸，该岛遭受飓风级大风的袭击长达数小时。
在通过古巴后，伊万恢复了更北的轨道并重回了五级强度。伊万在9月11日向西移动时其强度继续波动，风暴在经过大开曼岛30英里（50公里）范围内时达到了165英里/小时（265 公里/小时）的最高1分钟最大持续风速。伊万在9月12日达到巅峰强度，最低中心气压为910毫巴（27英寸汞柱）。伊万于9月13日晚略过尤卡坦海峡，而它的眼墙影响了古巴的最西端。一略过墨西哥湾，伊万就稍微减弱到了四级强度，它在接近美国墨西哥湾沿岸时保持着这强度。当伊万进入墨西哥湾时，美国海军研究实验室海底压力传感器检测到异常波，由飓风造成的。波浪从波峰到波谷高约91英尺（28 m），长约660英尺（200 m）。他们的计算机模型还表明，眼壁中的波浪可能已超过130英尺（40 m）

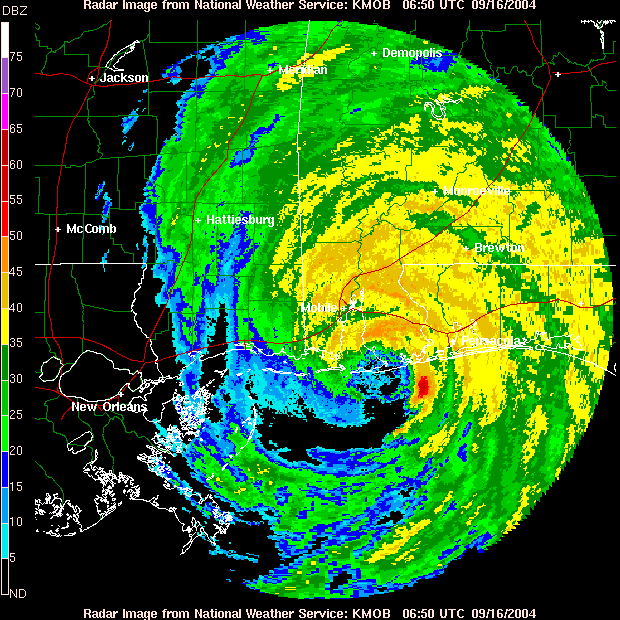
200px飓风伊万伊万在美国墨西哥湾沿岸阿拉巴马州鲍德温县登陆。

就在它登陆美国之前，伊万的眼壁明显减弱，并且它的西南部分几乎消失了。当地时间9月16日凌晨2点左右（UTC-5），伊万以三级飓风的强度在阿拉巴马州格尔夫海岸的美国大陆登陆，1分钟持续风速为120英里/小时（190公里/小时）。一些飓风信息来源称，飓风伊万在登陆阿拉巴马州和佛罗里达州西北部时的风速接近130英里/小时（210公里/小时）（四级飓风）。伊万随后继续向内陆推进，飓风强度一直保持到阿拉巴马州中部上空。当晚伊万迅速减弱，并在同一天成为热带低气压，仍在阿拉巴马州上空。伊万于9月18日穿越弗吉尼亚时失去热带特征，成为温带风暴。伊万的残余低气压从美国中大西洋州份沿岸飘入大西洋，低压扰动继续给美国带来降雨。
9月20日，伊萬的殘餘地面低壓完成了反氣旋式的路徑迴圈，并穿过佛罗里达半岛。当它继续向西穿过墨西哥湾北部时，系统并渐渐地重组并在9月22日再次呈现热带特征。9月22日，美国国家气象局，“在[关于]伊万(Ivan)消亡的大量、有时甚至是热烈的内部讨论之后，确定那低气压事实上是伊万残余的结果，并因此命名。9月23日晚，重获新生的伊万以热带低气压的形式在路易斯安那州卡梅伦附近登陆。伊万在9月24日减弱为残留低气压，因为它通过陆路进入德克萨斯州。伊万的残余环流又持续了一天，然后于9月25日正式消散。

### 记录
伊万在低纬度地区创造了18项强度创新了记录。当伊万在9月3日最初成为一级飓风时，它的中心距赤道以北9.5度。这是大西洋盆地飓风有记录以来最南的位置。那天晚些时候（世界标准时间下午6点），当伊万成为三级飓风时，它的中心位于赤道以北10.2度附近，这是大西洋盆地有记录以来发生在最南端大型飓风。仅仅6小时后，伊万也成为大西洋盆地有记录以来最偏南的四级飓风，当时它位于北纬10.6度时达到该强度。最后，在9月9日午夜 (UTC)，以北纬13.7度为中心的伊万成为大西洋盆地有记录以来最偏南的五级飓风。直到2016年飓风马修在北纬13.4度达到五级强度后这一项记录才会被超越。
曾保持33次（连续32次）6小时强度达到或超过四级强度的世界纪录。两年后，太平洋的飓风伊欧凯打破了这记录，后者有36次（连续33次）6小时的四级强度。这导致伊万的气旋能量指数(ACE)为70.38。与伊万相关的龙卷风爆发催生了127次龙卷风，超越了全球任何其他热带气旋催生了龙卷风的数目。

## 防灾措施

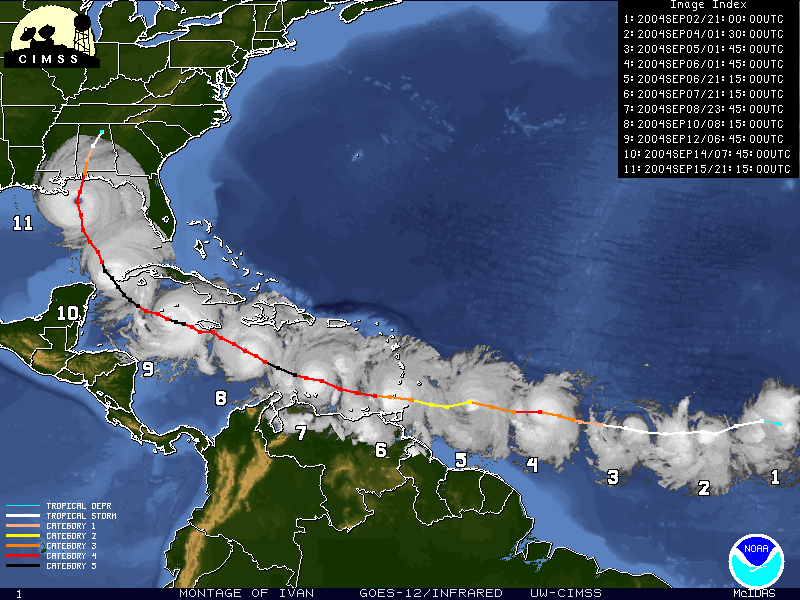
飓风伊万在风暴路径上分阶段的卫星图像

### 加勒比海
到9月5日，巴巴多斯发布了飓风预警,次日清晨，格林纳达收到热带风暴预警。当天晚些时候，圣卢西亚和马提尼克岛的飓风预警也开始生效。圣文森特和格林纳丁斯以及多巴哥和格林纳达发布了热带风暴警告。下午 3 点UTC 于9月6日，飓风预警和热带风暴预警和警告升级为飓风警告并扩展为：巴巴多斯、圣文森特和格林纳丁斯、圣卢西亚、多巴哥和格林纳达。同时，特立尼达收到热带风暴警告。9月7日，对几个国家生效的飓风警告降级为热带风暴警告。到 9 月，向风群岛东部的所有热带风暴和飓风预警和警告均已取消。
伊万继续向西行进，9月8日ABC群岛发布了飓风预警。荷属安的列斯群岛的许多学校和企业关闭，约有300人从库拉索岛的家中撤离。
在加勒比地区，50万牙买加人被告知要从沿海地区撤离，但据报道只有5,000人已转移到避难所，12,000名居民和游客从尤卡坦半岛附近的女人岛撤离。

### 美国
在路易斯安那州，杰斐逊、拉福什、普拉克明、圣查尔斯、圣詹姆斯施洗者圣约翰和坦吉帕霍亚教区的脆弱地区强制撤离，在其他六个教区下令自愿撤离。大新奥尔良超过三分之一的人口自愿撤离，其中包括新奥尔良本身的一半以上居民。当地高速公路的严重交通拥堵导致延误长达12小时。风暴期间，大约有1000名特殊需要患者被安置在路易斯安那超级拱顶。伊万被认为是对新奥尔良地区的一个特别威胁，因为灾难性洪水的危险。但是，Plaquemines 和 St. Bernard 教区遭受了中等程度的风害。新奥尔良的飓风准备被认为很差。一度，如果飓风直接袭击这座城市，媒体会引发对“亚特兰蒂斯”灾难的担忧。随着风暴的路径转向更远的东面，这些担忧并未实现。
在密西西比州，汉考克县、杰克逊县和哈里森县的移动房屋和脆弱地区的人员疏散了。在阿拉巴马州，下令疏散10号州际公路以南的莫比尔县和鲍德温县地区，其中包括莫比尔市三分之一的合并领土及其几个郊区。在佛罗里达州，佛罗里达群岛的全面疏散于美国东部时间9月10日上午7点开始，但在美国东部时间9月13日凌晨5点解除，因为伊万比原先预测的往西前进。佛罗里达狭地沿线的10个县宣布自愿撤离，重点放在紧邻西部的埃斯坎比亚、圣罗莎和奥卡卢萨县。伊万促使阿拉巴马州格尔夫海岸阿拉巴马州墨西哥湾沿岸动物园的270只动物撤离。疏散必须在几个小时内完成，只有28名志愿者可以移动动物。

## 善后

### 除名
这场风暴标志着“伊万”这个名字第三次被用来命名大西洋的热带气旋，也是全球六次发生中的第五次。由于加勒比地区和美国的严重破坏和死亡人数，伊万这个名字在2005年春天被世界气象组织中除名，并且永远不会再在大西洋盆地使用。在2010年被伊戈尔替用。

### 水文记录
伊万打破了多项水文记录；被认为可能造成有史以来最大的海浪， 91英尺（28米）的波浪可能高达131英尺（40米），而海底流的速度最快，为 2.25米/秒（5.0英里/小时；8.1公里/小时）。